# Hazuki (luchadora)
Reo Hazuki (en japonés: レオ葉月, Hazuki Reo) (Fukuoka, 29 de septiembre de 1997), más conocida por su nombre en el ring de Hazuki, es una luchadora profesional japonesa reconocida por su participación en la promoción World Wonder Ring Stardom.

## Carrera

### World Wonder Ring Stardom (2014-2019)
Hazuki pasó la prueba para convertirse en luchadora de Stardom el 4 de julio de 2014. Un día después, el 6 de julio, debutaba perdiendo contra Koguma. En diciembre de 2015, ganó el torneo Rookie of Stardom.
El 20 de noviembre de 2016, cambió su nombre a "HZK" y se unió a la unidad de Stardom Queen's Quest. La unidad vio el éxito inmediato como Queen's Quest capturó el Artist of Stardom Championship el 7 de enero de 2017, que fue el primero de los cuatro reinados de Hazuki.
El 15 de abril de 2018, en el Draft de Stardom 2018, dejó Queen's Quest al ser reclutada por Oedo Tai. El 17 de abril de 2018, cambió su nombre de HZK a Hazuki. El 24 de diciembre de 2018, se alzó con el High Speed Championship tras derrotar a Mari Apache.
En el show G1 Supercard promovido por New Japan Pro Wrestling y Ring of Honor, logró su objetivo al tener un combate en el Madison Square Garden de Nueva York. Trabajó con Jenny Rose y Kagetsu para derrotar a Hana Kimura, Stella Grey y Sumie Sakai. El 24 de diciembre de 2019 se retiró en un combate contra Natsuko Tora.

### Regreso al ring (2021)
El 29 de agosto de 2021, en la octava noche del Stardom 5 Star Grand Prix 2021, Hazuki regresaba a la lucha profesional al enfrentarse a Mayu Iwatani después de su combate con Lady C, discutiendo la forma en que los forasteros se han hecho cargo de la promoción durante su ausencia. Se anunció que haría su regreso oficial en el ring en el evento Stardom 10th Anniversary Grand Final Osaka Dream Cinderella, celebrado el 9 de octubre, donde se enfrentaría a Koguma. Derrotó a Koguma, tras lo cual llegó a desafiar a Utami Hayashishita por el World of Stardom Championship. El combate estaba programado para Kawasaki Super Wars. Hazuki se asoció con Koguma para el Goddess of Stardom Tournament bajo el nombre de FWC. El 9 de enero de 2022, Hazuki y Koguma derrotaron a Alto Livello Kabaliwan (Giulia y Syuri) para ganar el Goddess of Stardom Championship en el Korakuen Hall de Tokio (Japón).

## Campeonatos y logros
- World Wonder Ring Stardom
  - Goddess of Stardom Championship (1 vez) – con Koguma
  - Artist of Stardom Championship (4 veces) – con Io Shirai y Momo Watanabe (1), Io Shirai y AZM (2), Io Shirai y Viper (1)
  - High Speed Championship (1 vez)
  - Goddesses of Stardom Tag League (2021) – con Koguma
  - Rookie of Stardom Tournament (2015)
  - Stardom Year-End Award (1 vez)
    - Best Match Award (2018) con Kagetsu vs. Io Shirai y Mayu Iwatani[13]